# Mango (frutto)

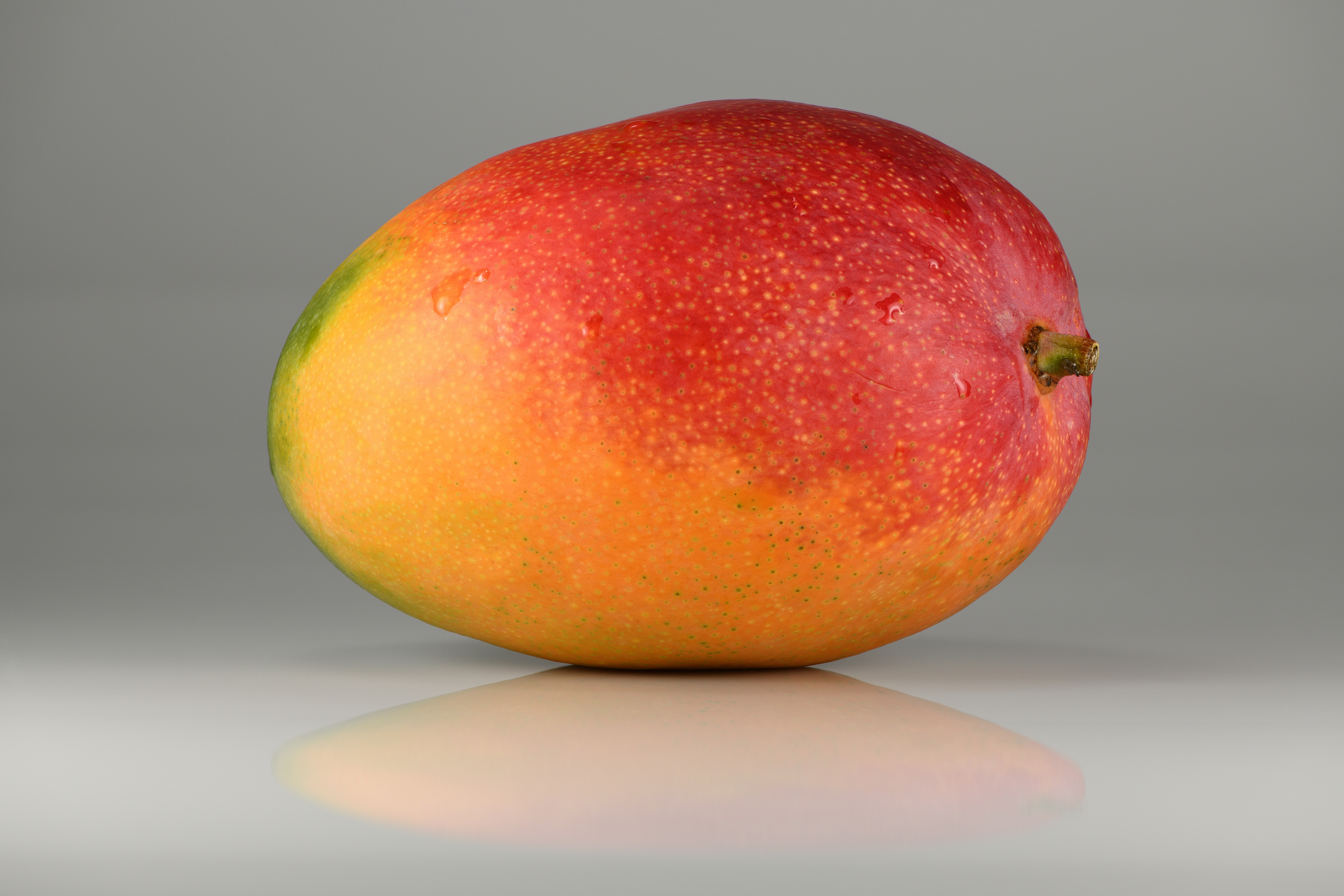
Mango

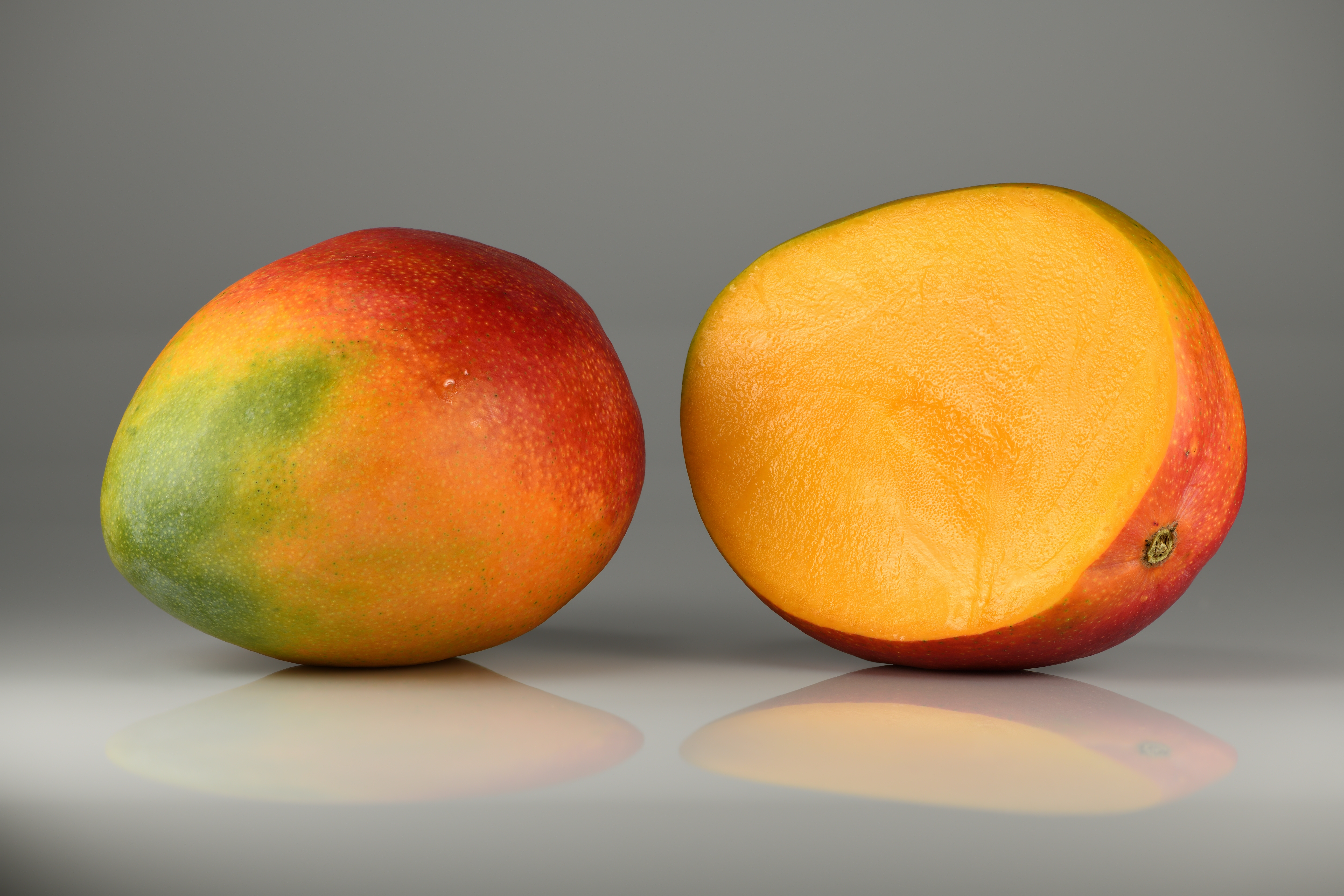
Un mango intero e uno diviso a metà

Il mango è un frutto di tipo drupa che proviene da numerose specie di alberi tropicali appartenenti al genere Mangifera, coltivati prevalentemente per la loro frutta. 
La maggior parte di queste specie si trova nella natura in maniera selvatica. Il genere appartiene alla famiglia Anacardiaceae degli anacardi. I mango in particolare sono autoctoni dell'Asia meridionale, da dove proviene il "mango comune" o il "mango indiano", Mangifera indica, che è stato distribuito in tutto il mondo per diventare uno dei frutti più coltivati nei tropici. Altre specie di Mangifera (es. Mangifera foetida) vengono coltivate in luoghi differenti.
Il mango è il frutto nazionale delle Filippine, del Pakistan e dell'India, e anche l'albero nazionale del Bangladesh.

## Descrizione
Il mango ha gusto dolce, poco acidulo e caratteristiche organolettiche e gustative – sapore e profumo – assolutamente inconfondibili. Forma, colore, consistenza della buccia e della polpa possono cambiare molto in base alla varietà e soprattutto alla specie – che può provenire da coltivazioni situate in diversi posti del mondo.

## Cultura

L'esempio di un mango conservato, il titolo del testo di sopra recita "Il nostro grande leader, il Presidente Mao, è sempre in contatto con le masse", mentre il resto racconta l'aneddoto del regalo fatto da Mao.

Ad un certo punto durante la Grande Rivoluzione Culturale Proletaria in Cina, il frutto divenne un simbolo dell'amore di Mao Zedong, dopo che, nel 1968, lui ne donò alcuni, a suo volta donati a Mao dal ministro degli esteri pachistano Mian Arshad Hussain, ad un "team di propaganda lavoratore-contadino del pensiero di Mao" stazionato all'Università Tsinghua.
Il frutto veniva conservato, e repliche di cera o plastica del frutto erano ovunque, insieme ad altri prodotti a tema che includevano messaggi e immagini propagandistiche maoiste; alla fine questa si rivelò nient'altro come una moda passeggera, e la venerazione per il mango andò a morire poco più di un anno dopo.